# Anne Kellens
Anne Kellens, née le 16 août 1954 à Etterbeek, est une artiste-peintre et graveur belge .

## Biographie
Anne Kellens est née en 1954 à Etterbeek.
Elle est la fille des peintres Jean Kellens (1914-1955) et Marthe Gryson (1915-2005), la petite-fille de l'architecte Charles Gryson (1876-1962) et de Anna van Leemputten (1881-1924) qui créa des décors art nouveau (céramiques, cuirs, bijoux), l'arrière-petite-fille du sculpteur Joseph Gryson et du peintre Frans Van Leemputten (1850-1914) — lui-même frère et oncle de peintres et fils d'un agriculteur brabançon devenu restaurateur de peinture à Bruxelles. 
Formée à la danse classique de huit à quatorze ans, notamment par l'École des Arts de la Danse et de la Musique Lilian Lambert, elle a fréquenté un cours de peinture de l'Académie des Beaux Arts de Watermael-Boitsfort dès 1968, pendant une décennie. En 1977 elle est diplômée du cours de gravure de l’Académie royale des beaux-arts de Bruxelles, dont elle sera assistante éducatrice de 1979 à 1983. Professeur à l’École des Arts d’Ixelles du cours de dessin préparatoire de 1984 à 1988 et de gravure de 1985 à 2019, elle a été en outre assistante du cours de gravure de La Cambre (école) de 2011 à 2013.
Elle épouse le peintre Georges Meurant en 1985 et ils ont un fils, Arthur, en 1986.

## Œuvre
Anne Kellens peint à l'huile sur bois, en petits formats, sans précipitation, dans la recherche des tons, des textures, des sensations efficientes. Sa minutie est telle qu'elle produit très peu. Elle a gravé des polychromies véritables par addition de trois matrices, puis elle s’est attachée à la matrice unique dont les formes sont réimprimées autant que nécessaire sur une multitude de papiers colorés à découper et à coller pour constituer une seule image. Les tirages sont constitués de variantes unique chacune, à l'opposé du multiple à l'identique.
Son imagerie se fonde dans l'expérience existentielle, qui intègre l'imaginaire au réel. Elle ignore l'injonction culturelle. Kellens propose un exercice d'individuation, de libération ou de sauvegarde, un vécu authentique donc offert. Ce qu'elle montre est à voir comme un miroir où chacun projettera au secret son fonds propre. La représentation est par nature nostalgique. Ici c'est le regret de l'innocence plus que celui de moments magnifiés. Ni naïveté ni retour dans cet attachement aux sensations visuelles et tactiles. Si l'implacabilité de certains constats pourrait être enfantine, l'acceptation par le rire de ce devenir qui nous tue ne l'est pas.
Dans les collections publiques: Bibliothèque royale de Belgique (livres-objets KBR IV 87.083 A, KBR IV 91.176 A); Communauté française de Belgique  (livre-objet Inv. 13.798); Art & Marges musée (gravures); Musée communal des beaux-arts d’Ixelles (gravures); Bibliothèque Chiroux - Province de Liège (gravure); Febelcem (gravures); BNP Paribas Fortis (gravures).

## Expositions
Solo
- Galerie 7-50, Bruxelles, 1978. Gravure et peinture.
- Gallery Alexandra Monett, Watermael-Boitsfort, 1985. Gravure et peinture.
- Vasco & Co, Bruxelles, 2005. Gravure et peinture.

Duo
- Anne Kellens et Kikie Crêvecœur, Bruxelles: Galerie d’Art en Marge, 1991. Gravure et peinture.
- Anne Kellens et Chris Delville. Bruxelles: Galerie d'Ys, 2004. Gravure et peinture.
- Imageries fines avec Kitty Crowther, Bruxelles: Quartiers Latins, 2006. Gravure et peinture.
- Anne Kellens et Max Gimson. Bruxelles: Galerie d'Ys, 2016. Collages gravés.

Collectives
- Cuivres et Empreintes. L’Estampille, Ixelles, 1977.
- Le Cercle des Beaux-Arts, Verviers, 1978. Gravure.
- Notre Académie a 100 Ans. Watermael-Boitsfort: La Vènerie, 1978. Peinture et gravure. Catalogue p 41.
- Centre culturel des Rièzes et des Sarts, 1979. Gravure et peinture.
- Internationale Ex-Libriswedstrijd, Sint Niklaas, 1979.
- L’Académie royale des beaux-arts de Bruxelles. Maison de la Culture de Tournai, Hôtel de Ville de Roubaix, Académie de Bruxelles et Galerie Bedford Bruxelles, 1981. Gravure.
- Cent ans du Cours de Gravure de l’Académie de Bruxelles. Hôtel de Ville de Bruxelles, 1982.
- Gallery Alexandra Monett, Saint-Gilles. Peinture.
- Messages et Langages de Femmes. Shopping Woluwé, 1983. Peinture.
- Dialogue Gravé. Graveurs polonais, écossais et belges. Spa: La Poupée d’Encre, 1983. Catalogue p. 24.
- L’Estampe à Ixelles, Bruxelles: Galerie 2016, 1984.
- Vêtements et Parures d’Artistes, Bruxelles: City 2, 1984. Peinture, perlage.
- DB & C Art Galerij, Gent, 1987. Gravure.
- Noirs sur Blancs, Bruxelles: Galerie d’Art en Marge, 1989. Gravure. Catalogue.
- Coups de Cœur Bern Wery. Bruxelles: Espace Senghor, 1993. Gravure.
- Tranches acidulées, Bruxelles: Damasquine Art Gallery, 1993. Catalogue.
- Galerie Allégorie, Ixelles, 1993. Gravure.
- Graveur/graveuses. Watermael-Boitsfort: Galerie Aleph, 1997.
- Des gravures pour une entraide. Parcours d’Artistes Saint Gilles: Saint-Luc, 1998.
- Livres en Ateliers. Watermael-Boitsfort: La Vènerie, 2000.
- Open Wall. Bruxelles : Nova, 2001. Collages gravés.
- Philippe de Kemmeter & ses Amis. Bruxelles: Seed Factory, 2002. Collages gravés.
- All about Apes. Bruxelles: Vasco & Co, 2005. Collages gravés.
- Anne Kellens -  Caroline Pirotte - Jacques Courtejoie - Archangelo - Georges Bru. Bruxelles: Galerie d'Ys, 2006.
- Antoine Blanquaert - Joke Hallin - Anne Kellens - Thierry Mortiaux - Anne Peeters. Bruxelles: Vasco & Co, Gravure.
- 100 ans de gravure à Watermael-Boitsfort, Maison Haute, 2007. Catalogue.
- Bruxelles: Galerie d'Ys, 2008. Peinture
- Tong III - Brussels Calling. Roosendaal: Museum Tongerloohuys, 2008. Peinture. Catalogue  (ISBN 978-90-810002-8-4).
- Brussels Calling. Bruxelles: MRAH – Musée de la Porte de Hal, 2010. Peinture.
- Vrije Grafiek. Cultuurcentrum Mechelen, 2010. Catalogue.
- Ensemble. Bruxelles: Galerie d'Ys, 2011. Collages gravés.
- (Re)découvertes et découvertes. Bruxelles: Galerie d'Ys, 2016. Collages gravés.
- Parcours d'artistes Ixelles. Bruxelles: Galerie d'Ys, 2019. Collages gravés.

## Publications
- Anne Kellens et Georges Meurant, Amants Cactus. Paris: Le Canaille no 3, 1973.
- Anne Kellens et Georges Meurant. Blitz. Bruxelles: Éditions des Jeunesses Poétiques, 1974
- Anne Kellens et Georges Meurant. Imagerie, Bruxelles: Maison Internationale de la Poésie, 1975.
- Anne Kellens. Dessins in: Alexandre Saldanha da Gama. Arthur Cravan Est Bien Vivant. Paris: Le Canaille, 1975.
- (GM)² + AK [G. Miedzianagora, G. Meurant, A. Kellens], Chacal, Bruxelles: G. Meurant, 1977. (OCLC 4779478)
- Anne Kellens. Linogravures in : Les Feuillets du Spantole no 216-218, no 219-220. Thuin: Éditions du Spantole, 1978.
- Anne Kellens et Georges Meurant. Arrêter quand on est efficace in: Exclusion sociale et Création artistique, Bruxelles: Rue des Usines no 19-20-21, p. 162-170, 1993
- Anne Kellens, interview in: Rencontre avec les artistes. Bruxelles: Art en Marge, Passages no 4, p. 72-84, 1995.
- Anne Kellens et Georges Meurant. Dessins de garçons - L’attaque du Château-fort, Bruxelles: Art en Marge, Passages no 5, 1996
- Anne Kellens et Georges Meurant. De la Matrice à la Liberté, École des Arts d'Ixelles, 1999.
- Anne Kellens. Sioux, Soussou et Souzy, Nantes: MeMo éditeur, 2019. 36 pages.  (ISBN 978-2-35289-397-4)